# Prionocidaris thomasi
Espèce
Synonymes
- Actinocidaris thomasi (A. Agassiz & H.L. Clark, 1907)
- Leiocidaris thomasi (A. Agassiz & H.L. Clark, 1907)
- Phyllacanthus thomasi A. Agassiz & H.L. Clark, 1907

Prionocidaris thomasi est une espèce d'oursins de la famille des Cidaridae, endémique d'Hawaii.

## Description
C'est un oursin régulier de taille respectable (15 cm de diamètre total), avec un test (coquille) pourpre sombre et des radioles (piquants) roses striées devenant grises.
Celles-ci sont peu nombreuses, mais particulièrement longues (pouvant dépasser largement le diamètre du test), épaisses et robustes ; elles sont de forme cylindrique et très granulées sur toute leur longueur. Les plus récentes sont de couleur rose pâle, annelées de rouge sombre, et les plus anciennes (situées à partir de la moitié inférieure) sont généralement couvertes d'épibiontes qui les font paraître grisâtres et rugueuses. Le test est couvert de radioles secondaires courtes en forme d'écailles rose foncé.

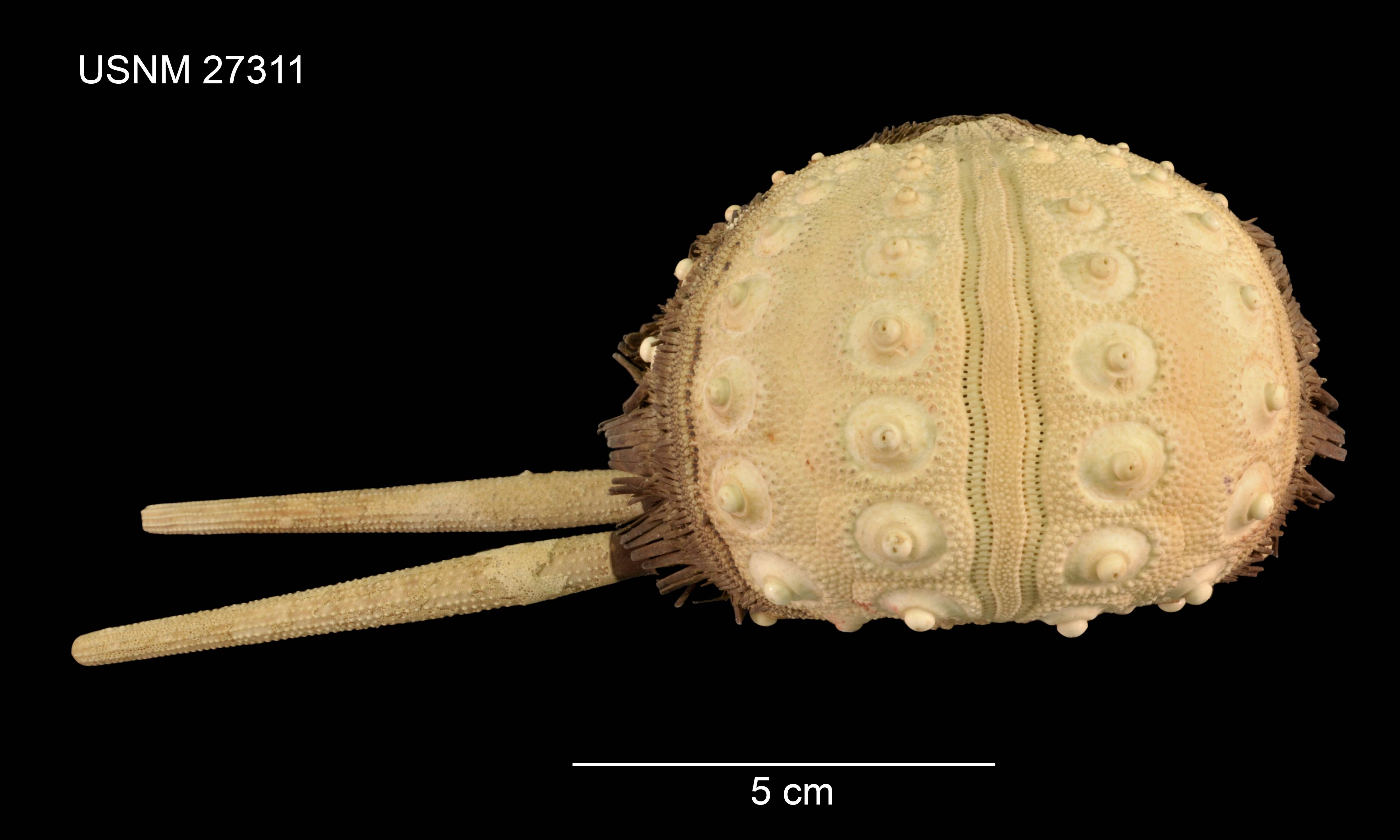
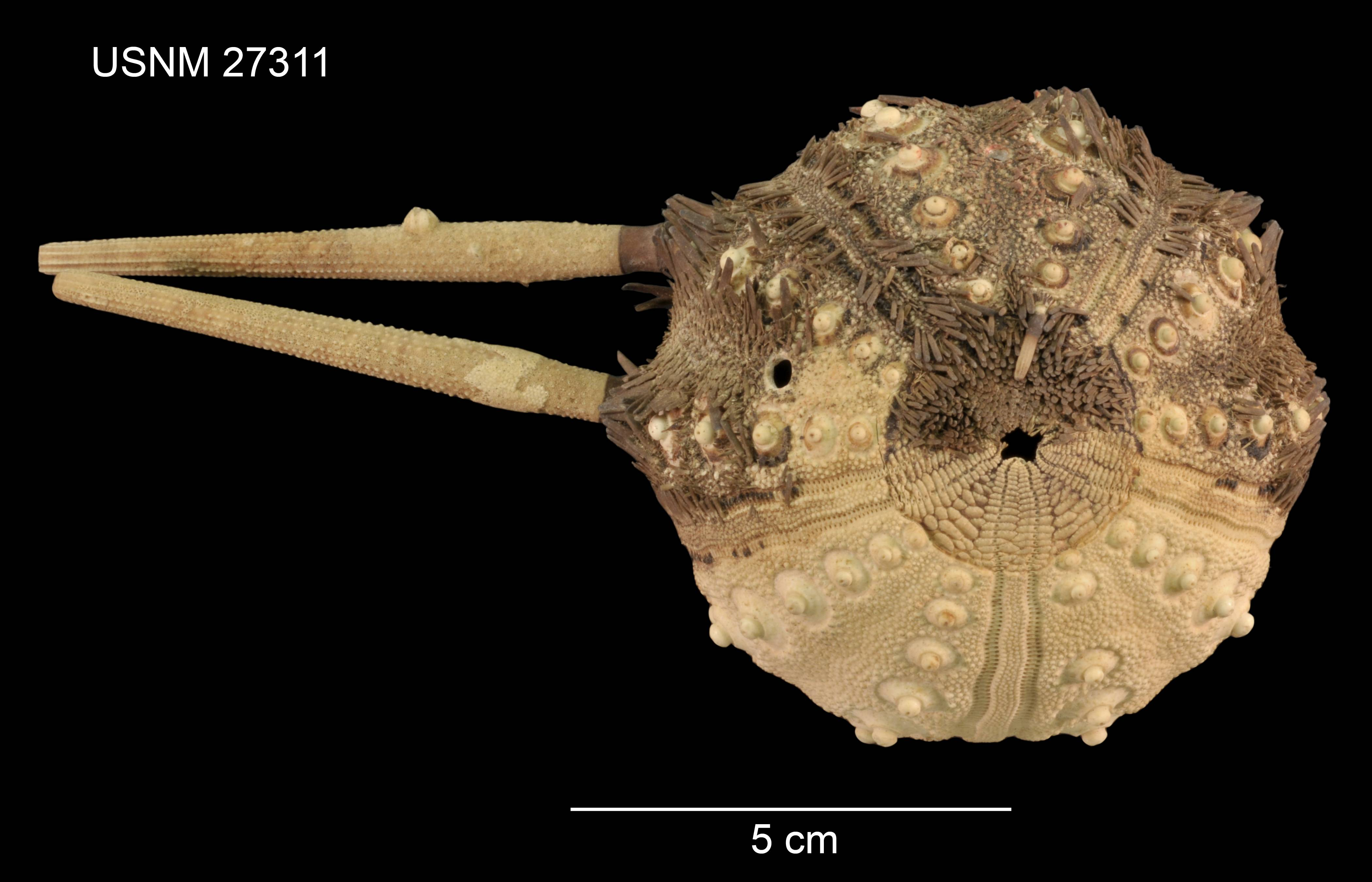
Face orale.

Cet oursin peut être confondu avec d'autres cidaroïdes hawaiiens, comme Prionocidaris hawaiiensis (aux radioles plus longues et pourvues de piquants secondaires prononcés), avec des radioles secondaires plus fines et plus orangées), Chondrocidaris gigantea (idem) ou Phyllacanthus imperialis (aux radioles lisses et de forme plus émoussée).

## Habitat et répartition
Cet oursin est endémique de l'archipel d'Hawaii, où il vit en profondeur, sur des substrats durs (corail, roche). Il est parfois rencontré par les plongeurs dans des cavernes à moindre profondeur.

## Écologie et comportement
Ce sont des oursins cryptiques et sciaphiles. Leur régime est très omnivore : algues, corallinales, éponges, débris, charognes... Ils broutent le substrat situé en dessous d'eux avec leur puissant appareil masticateur (appelé « lanterne d'Aristote »), placé au centre de la face orale.
La reproduction est gonochorique, et mâles et femelles relâchent leurs gamètes en même temps en pleine eau, où œufs puis larves vont évoluer parmi le plancton pendant quelques semaines avant de se fixer.